# Medicine Man
Medicine Man (bra: O Curandeiro da Selva; prt: Os Últimos Dias do Paraíso)  é um filme de 1992 dirigido por John McTiernan. O filme é estrelado por Sean Connery, Lorraine Bracco e José Wilker. A trilha sonora foi produzida por Jerry Goldsmith.

## Resumo
A Floresta Amazônica é um laboratório vivo para o Dr. Robert Campbell (Sean Connery), um recluso cientista pesquisador vivendo com uma tribo de indígenas nativos, no Brasil. Campbell descobriu acidentalmente um extrato de flor que cura o câncer, mas fica incapaz de duplicar a fórmula. Com a assistência da Dra. Crane (Lorraine Bracco), ele explora cada derivada química possível, mas continua a falhar. Quando uma criança da aldeia está próxima da morte por um tumor pressionando contra sua traqueia, Campbell e Crane se levantam um contra o outro na questão moral de usar a última dose de soro obtida com sucesso para salvá-lo ou mantê-la para análises futuras. No último momento, Crane reconsidera e concorda em salvar a criança.
Ao mesmo tempo, madeireiros comerciais começam a se infiltrar cada vez mais próximo da tribo e oficiais do governo ordenam a relocação do povo indígena. Com pouco terreno restante entre as escavadeiras e a tribo, Campbell descobre uma pista vital para o elusivo elixir que procura. Sua tentativa de parar os trabalhadores resulta em violência e um furioso incêndio florestal destrói seu equipamento de laboratório e a morada indígena. A história termina com Campbell, Crane e a tribo indo mais profundamente para dentro da floresta na procura por respostas.

## Trilha sonora
1. "Rae's Arrival" (5:06)
2. "First Morning" (3:46)
3. "Campbell and thevai tuoma" (1:57)
4. "The Trees" (6:01)
5. "The Harvest" (3:11)
6. "Mocara" (3:36)
7. "Mountain High" (2:41)
8. "Without a Net" (4:19)
9. "Finger Painting" (2:30)
10. "What's Wrong" (1:52)
11. "The Injection" (2:09)
12. "The Sugar" (2:08)
13. "The Fire" (2:10)
14. "A Meal and a Bath" (8:03)